# Kuroiwa Medaka ni Watashi no Kawaii ga Tsūjinai
Kuroiwa Medaka ni Watashi no Kawaii ga Tsūjinai (黒岩メダカに私の可愛いが通じない lit. Medaka Kuroiwa no entiende mi ternura?), también conocida como Medaka Kuroiwa Is Impervious to My Charms en inglés, es una serie de manga escrita e ilustrada por Ran Kuze. El manga comenzó como one-shot en la revista Shūkan Shōnen Magazine de Kōdansha el 23 de diciembre de 2020, y empezó su serialización el 26 de mayo de 2021 en la misma revista. Hasta el momento ha sido compilada en veinte volúmenes tankōbon. La serie tiene licencia en inglés de Kodansha USA. Una adaptación de la serie de televisión de anime producida por SynergySP se emitió de enero a marzo de 2025. Se ha anunciado una segunda temporada.

## Argumento
Nacida y criada en Osaka, Mona se mudó a Tokio para disfrutar de su secundaria al máximo. Escondiendo su acento natal y con todo su encanto femenino, ¡Está decidida a convertirse en la abeja reina haciendo que cada chico de la escuela se enamore por completo de ella! Pero, ¿qué puede hacer una chica que sin importar cuánto lo intente, su compañero Medaka Kuroiwa se rehúsa a mirarla…?

## Personajes
Mona Kawai (川井モナ Kawai Mona?)
 Seiyū: Yū Serizawa
La protagonista principal de la serie, es una chica de secundaria originaria de la Prefectura de Osaka. Es una chica muy hermosa que trata de mantener una apariencia urbana, aunque ocasionalmente habla en el dialecto de Kansai. Su belleza y encanto es motivo de admiración en toda la preparatoria, exceptuando a Medaka, el cual para mantenerse estoico y fiel a su creencia, suele ignorarla. Por eso, Mona se planteó el objetivo de conquistar a Medaka, en un principio por autosatisfacción, pero gradualmente al ir conociéndolo, se enamora legítimamente de él. La mayor parte de la historia se cuenta desde su perspectiva.
Medaka Kuroiwa (黒岩メダカ Kuroiwa Medaka?)
 Seiyū: Ryota Iwasaki
Medaka es un chico de segundo año de secundaria que es un aspirante a monje en el templo de su familia. Para respetar el voto de no relacionarse íntimamente con mujeres que le impone esta condición (hecho sólo conocido recientemente por Mona), el trata de tener el menor trato con sus compañeras, a veces teniendo conductas excéntricas o de aparente estoicismo, pero que en realidad le es difícil de manejar al sentirse superado por los coqueteos de Mona y las chicas, ignorando el verdadero motivo de ellas.
Tsubomi Haruno (春野 つぼみ Haruno Tsubomi?)
 Seiyū: Kana Hanazawa
Una compañera de clase de Medaka y Mona, que admira mucho a ésta. Suele asesorar a Mona en técnicas de seducción y la apoya en su misión de conquistar a Medaka.
Asahi Shōnan (湘南 旭 Shōnan Asahi?)
 Seiyū: Sora Amamiya
Es una estudiante de primer año y la capitana del club de baloncesto de la preparatoria. Durante un entrenamiento cruzó miradas con Medaka y fue tal el impacto que se enamoró a primera vista de él. Desde ese día, Asahi trata de acercarse lo más posible a él, manteniendo una intensa rivalidad con Mona, de una manera más directa, pero con los mismos resultados que ella, ya que también desconoce el voto de castidad de Medaka.
Tomo Nanba (難波朋 Nanba Tomo?)
 Seiyū: Hinaki Yano
Es la dotada amiga de la infancia de Mona en Osaka, transferida luego de ella. Al principio apoyaba también a Mona en sus intentos de seducir a Medaka, pero cuando éste alaba la madurez y la seriedad de su personalidad, comenzó a sentirse atraída por él, al punto de declararle a Mona que ella también competiría para conquistarlo, poniendo en riesgo su amistad, sin embargo, Mona la acepta como rival y deciden animarse mutuamente. Desde entonces Tomo se muestra un poco más tímida pero cariñosa al estar Medaka cerca.
Minami Shirahama (白浜 美波 Shirahama Minami?)
 Seiyū: Kaori Maeda
Es la compañera de clase y mejor amiga de Asahi, quien la apoya en su búsqueda de Medaka. Tiene cabello oscuro hasta los hombros.

## Contenido de la obra

### Manga
Kuroiwa Medaka ni Watashi no Kawaii ga Tsūjinai es escrito e ilustrado por Ran Kuze. Comenzó como one-shot en la revista Shūkan Shōnen Magazine de Kōdansha el 23 de diciembre de 2020, antes de comenzar su serialización en la misma revista el 26 de mayo de 2021. Kōdansha recopila sus capítulos en volúmenes tankōbon. El primer volumen fue publicado el 17 de noviembre de 2021, y hasta el momento se ha lanzado veinte volúmenes.
La serie tiene licencia en inglés de Kodansha USA; el primer volumen en inglés se publicó en formato digital el 8 de marzo de 2022. Durante su panel en Anime Expo 2022, Kodnasha USA anunció que comenzarían a publicar el manga impreso en el segundo trimestre de 2023.
| Volúmenes de manga publicados | Volúmenes de manga publicados | Volúmenes de manga publicados |
| Número                        | Fecha de publicación          | ISBN                          |
| ----------------------------- | ----------------------------- | ----------------------------- |
| 1                             | 17 de agosto de 2021          | ISBN 978-4-06-524490-6        |
| 2                             | 17 de noviembre de 2021       | ISBN 978-4-06-525932-0        |
| 3                             | 17 de enero de 2022           | ISBN 978-4-06-526591-8        |
| 4                             | 17 de abril de 2022           | ISBN 978-4-06-527540-5        |
| 5                             | 15 de julio de 2022           | ISBN 978-4-06-528498-8        |
| 6                             | 16 de septiembre de 2022      | ISBN 978-4-06-529129-0        |
| 7                             | 17 de noviembre de 2022       | ISBN 978-4-06-529708-7        |
| 8                             | 17 de enero de 2023           | ISBN 978-4-06-530350-4        |
| 9                             | 17 de abril de 2023           | ISBN 978-4-06-531236-0        |
| 10                            | 14 de julio de 2023           | ISBN 978-4-06-531889-8        |
| 11                            | 14 de septiembre de 2023      | ISBN 978-4-06-532892-7        |
| 12                            | 16 de noviembre de 2023       | ISBN 978-4-06-533554-3        |
| 13                            | 16 de febrero de 2024         | ISBN 978-4-06-534572-6        |
| 14                            | 16 de mayo de 2024            | ISBN 978-4-06-535512-1        |
| 15                            | 17 de julio de 2024           | ISBN 978-4-06-536157-3        |
| 16                            | 17 de octubre de 2024         | ISBN 978-4-06-537134-3        |
| 17                            | 17 de diciembre de 2024       | ISBN 978-4-06-537774-1        |
| 18                            | 17 de febrero de 2025         | ISBN 978-4-06-538420-6        |
| 19                            | 16 de mayo de 2025            | ISBN 978-4-06-539444-1        |
| 20                            | 12 de agosto de 2025          | ISBN 978-4-06-540376-1        |
| 21                            | 17 de octubre de 2025         | ISBN 978-4-06-541108-7        |

### Anime
El 13 de mayo de 2024 se anunció una adaptación de la serie de televisión de anime. Será producida por SynergySP y dirigida por Yoshiaki Okumura, con guiones escritos por Kazuyuki Fudeyasu, personajes diseñados por Mayumi Watanabe y música compuesta por Akiyuki Tateyama. La serie se emitió del 7 de enero al 25 de marzo de 2025 en TV Tokyo. El tema de apertura es "Ame Tokimeki Koi Moyō" interpretado por AyaFubuMi (una subunidad de VTuber compuesta por los talentos de Hololive Nakiri Ayame, Shirakami Fubuki y Ookami Mio), mientras que el tema de cierre es "Kyunapi" interpretado por Kaori Maeda. Crunchyroll transmitió la serie mundialmente fuera de Asia Oriental.
Tras la emisión del episodio final, se ha anunciado una segunda temporada.

## Recepción
En enero del 2022, Kōdansha reportó que la serie había logrado superar las 150 000 copias en circulación.